# Macerata Campania
Macerata Campania község (comune) Olaszország Campania régiójában, Caserta megyében.

## Fekvése
A megye délkeleti részén fekszik, Nápolytól 25 km-re északra valamint Caserta városától 6 km-re nyugati irányban. Határai: Casagiove, Casapulla, Curti, Marcianise, Portico di Caserta, Recale és Santa Maria Capua Vetere. A Volturno és a Regi Lagni összefolyása közelében fekszik a Campaniai-síkságon.

## Története
A település első írásos említése a 11. századból származik, noha a történészek, a feltárt régészeti emlékek alapján valószínűsítik, hogy már korábban, a Római Birodalom idején lakott vidék volt. A következő századokban nemesi birtok volt. A 19. században nyerte el önállóságát, amikor a Nápolyi Királyságban felszámolták a feudalizmust. 1862-ig Macerata néven volt ismert, 1946-ig a Macerata di Marcianise nevet viselte. 

## Népessége
A népesség számának alakulása:

## Főbb látnivalói
- San Martino Vescovo-templom - a 7. században épült